# The Mugwumps
The Mugwumps waren een Amerikaanse folkrockband uit de jaren 1960, gevestigd in New York, met latere leden van The Mamas and the Papas en The Lovin' Spoonful. Ze brachten een titelloos album uit in 1967 en twee singles.

## Bezetting
- Cass Elliot
- Denny Doherty
- Jim Hendricks
- John Sebastian
- Zal Yanovsky

## Geschiedenis
De oorsprong van de naam van de band is onduidelijk. Een bron zegt dat het afkomstig is uit de roman The Naked Lunch van William S. Burroughs II. In de aantekeningen voor de heruitgave van The Mugwumps in 2007 staat, dat Jim Hendricks beweerde dat de naam afkomstig was van muziekproducent Erik Jacobsen. Denny Doherty beweerde dat de naam afkomstig was van zijn Newfoundlandse grootmoeder. (Historisch gezien waren Mugwumps dissidente Amerikaanse Republikeinen van 1884, van het Algonkische mugquomp =  belangrijk persoon). Ze speelden grotendeels nieuwe versies van materiaal van andere artiesten met een deel van hun eigen materiaal en speelden live. Het album werd uitgebracht, nadat de band uit elkaar was gegaan. De leden Cass Elliot en Denny Doherty zouden de helft worden van The Mamas and the Papas (die het verhaal van The Mugwumps vertelden in hun hit Creeque Alley), terwijl John Sebastian en Zal Yanovsky de Lovin' Spoonful zouden vormen.
Jim Hendricks formeerde de Lamp of Childhood, die drie singles opnam voor Dunhill Records en enig succes had als artiest en songwriter. Hij schreef de top 15-hit Summer Rain voor Johnny Rivers en het themalied Long Lonesome Highway voor het tv-programma Then Came Bronson. Een andere band uit de jaren 1960, ook bekend als The Mugwumps, gevestigd in Los Angeles en geproduceerd door Mike Curb voor zijn Sidewalk-label, had connectie met de New Yorkse band, maar bereikte in 1966 #127 in de Billboard Bubbling Under Hot 100-hit met een coverversie van Jug Band Music, een nummer dat John Sebastian schreef voor het album Daydream van The Lovin' Spoonful.

## Discografie

### Singles
- 1964: I Don't Wanna Know/I'll Remember Tonight (Warner Bros. Records)
- 1967: Searchin'/Here It Is Another Day (Warner Bros. Records)

### Albums
- 1967: The Mugwumps (Warner Bros. Records)